# Romanian Open 1997 - Qualificazioni doppio
Le qualificazioni del doppio  del Romanian Open 1997 sono state un torneo di tennis preliminare per accedere alla fase finale della manifestazione. I vincitori dell'ultimo turno sono entrati di diritto nel tabellone principale. In caso di ritiro di uno o più giocatori aventi diritto a questi sono subentrati i lucky loser, ossia i giocatori che hanno perso nell'ultimo turno ma che avevano una classifica più alta rispetto agli altri partecipanti che avevano comunque perso nel turno finale.
Le qualificazioni del doppio del torneo Romanian Open 1997 prevedevano 4 coppie partecipanti di cui una è entrata nel tabellone principale.

## Teste di serie
1. Julián Alonso /  Emilio Sánchez (Qualificati)

1. Karim Alami /  Albert Portas (ultimo turno)

## Qualificati
1. Julián Alonso  /   Emilio Sánchez

## Tabellone

### Legenda
| - Q = Qualificato - WC = Wild card - LL = Lucky loser | - ALT = Alternate - SE = Special Exempt - PR = Protected Ranking | - w/o = Walkover - r = Ritirato - d = Squalificato |

|  | Primo turno | Primo turno                               | Primo turno                               | Primo turno | Primo turno |  |  | Ultimo turno | Ultimo turno                 | Ultimo turno                 | Ultimo turno | Ultimo turno |  |
|  |             |                                           |                                           |             |             |  |  |              |                              |                              |              |              |  |
|  | 1           | Julián Alonso Emilio Sánchez              | Julián Alonso Emilio Sánchez              | 6           | 6           |  |  |              |                              |                              |              |              |  |
|  |             | Emilio Benfele Álvarez Juan Antonio Marín | Emilio Benfele Álvarez Juan Antonio Marín | 3           | 4           |  |  | 1            | Julián Alonso Emilio Sánchez | Julián Alonso Emilio Sánchez | 6            | 6            |  |
|  | 2           | Karim Alami Albert Portas                 | 6                                         | 4           | 6           |  |  | 2            | Karim Alami Albert Portas    | Karim Alami Albert Portas    | 1            | 2            |  |
|  |             | Carlos Costa Fernando Vicente             | 4                                         | 6           | 3           |  |  |              |                              |                              |              |              |  |